# 富山大学和漢医薬学総合研究所
富山大学和漢医薬学総合研究所（とやまだいがくわかんいやくがくそうごうけんきゅうしょ、英称：The Institute of Natural Medicine University of Toyama）は、富山大学の和漢薬を始めとする伝統医学や伝統薬物を研究する研究所である。

## 概要
前身は、「富山大学薬学部附属和漢薬研究施設」と「富山医科薬科大学附置和漢薬研究所」（2005年10月大学統合に伴い統合）に遡れる。2020年4月に組織を改組し、3部門制（研究開発部門、臨床応用部門及び産官学連携部門）と2つの附属施設（和漢医薬教育研修センター、民族薬物資料館）の陣容となった。

## 沿革
- 1963年（昭和38年）4月 - 前身の『富山大学薬学部附属和漢薬研究施設』を設立。
- 1974年（昭和49年）6月 - 『富山大学附置和漢薬研究所』を設置。
- 1978年（昭和53年）4月 - 「富山医科薬科大学附置和漢薬研究所」を設立。
- 1980年（昭和55年）3年 - 研究棟が完成。
- 1987年（昭和62年）10月 - 高次神経機能制御部門を設置。（10年間の時限客員部門）
- 1988年（昭和63年）10月 - 免疫機能制御部門を設置。（10年間の時限外国人客員部門）
- 1990年（平成2）4月 - 細胞資源工学部門を設置。（10年間の時限部門）
- 2002年（平成14年）4月 - 漢方診断学部門（株式会社ツムラ寄附部門）が継続。
- 2003年（平成15年）7月 - 大部門制へ移行。各研究部門の表記が分野と改称。
- 2005年（平成17年）10月 - 富山大学、富山医科薬科大学、高岡短期大学の統合に伴い『和漢薬研究所』を改組し、和漢医薬学総合研究所と改称。
- 2008年（平成20年）4月 - 未病解析応用部門を設置。（富山県寄附部門、2011年3月廃止）
- 2010年（平成22年）4月 - 共同利用・共同研究拠点として「和漢薬の科学基盤形成拠点」の認定。
- 2020年（令和2年）4月 - 組織体系を改組し、3部門制・2附属施設に再編。

## 部門
研究開発部門
- 資源開発分野
  - 資源科学領域
  - 天然物創薬学領域
- 病態制御分野
  - 神経機能学領域
  - 生体防御学領域
- 複雑系解析分野
- 未病分野
- 国際共同分野
  - 国際協力拠点

富山大学・北京大学医学部薬用資源研究国際協力センター（2016年～）
富山大学和漢医薬学総合研究所・南京中医薬大学薬学院：国際協力拠点（2006年～）
富山大学・チュラロンコン大学薬学部：天然薬物における国際協力拠点（2010年～）
富山大学和漢医薬学総合研究所・カイロ大学薬学部：国際協力拠点オフィス（2011年～）
カリフォルニア大学デービス校ゲノム・バイオメディカルサイエンス研究施設：研究協力拠点（2006年～2011年）
臨床応用部門
産官学連携部門
施設
- 和漢医薬教育研修センター
- 附属民族薬物資料館[2]
  - 和漢薬データベース

## 対外関係
- 南京中医薬大学・薬学院（2002年～）
- 広西中医薬大学・薬学院（2018年～）
- カイロ大学・薬学部（2001年～）
- 国立嘉義大学・生命科学院（2016年～）
- モンゴル国立大学・応用科学工学部（2004年～）
- 韓医学研究院（2017年～）
- 世明大学校・保健バイオ大学（2019年～）
- ウボンラーチャタニ大学・薬学部（2017年～）
- ベトナム国立薬物研究所（2009年～）
- フエ大学医学薬学部（2014年～）
- ホーチミン医科薬科大学・伝統医学部（2018年～）
- カントー大学・自然科学部（2018年～）
- ヤンゴン大学・化学部（2016年～）
- ミャンマー保健・スポーツ省・伝統医療局（2016年～）

締結期間満了
- 大連理工大学・理工学院（2003年～2008年）
- 遼寧医学院・中薬研究所（2004年～2009年）
- 南京大学・化学化工学院（2004年～2009年）
- 寧夏医学院（2005年～2010年）
- ソウル大学校 薬学大学、天然物科学研究所（1998年～2016年）
- 圓光大学校・薬用資源研究センター（2000年～2005年）
- 東國大学校・韓医学研究所（2002～2007年）
- 慶熙大学校附属韓方病院（2011年～2019年）
- トリブバン大学・理工学研究所（2001年～2006年）
- ポカラ大学（2001年～2006年）
- シラパコーン大学・薬学部（2002年～2010年）
- コンケン大学・薬学部（2003年～2016年）
- インド伝統医学活性化財団（2004年～2009年）